# In viaggio con lei
In viaggio con lei è stato un programma televisivo italiano, condotto da Francesca Fialdini e Angela Rafanelli andato in onda su Rai 3 da domenica 5 agosto a domenica 26 agosto 2018.

## Ascolti
| Puntata | Messa in onda  | Telespettatori | Share |
| ------- | -------------- | -------------- | ----- |
| 1ª      | 5 agosto 2018  | 629.000        | 4,07% |
| 2ª      | 12 agosto 2018 | 577.000        | 3,98% |
| 3ª      | 19 agosto 2018 | 632.000        | 3,96% |
| 4ª      | 26 agosto 2018 | 789.000        | 4,15% |
| Media   | Media          | 657.000        | 4,04% |